# Gruppo di NGC 128
Il gruppo di NGC 128 è un ammasso che comprende almeno 11 galassie situate nella costellazione dei Pesci. La distanza media dalla nostra Via Lattea del centro di massa del sistema è di 57,8 megaparsec, corrispondenti a 188 milioni di anni luce.
Il gruppo include NGC 125, NGC 126, NGC 127, NGC 128 e NGC 130, oltre a UGC 275, UGC 277, UGC 281, UGC 282, UGC 283, MCG 0-2-45 e MCG 0-2-47.
Anche se fanno parte dello stesso gruppo, la differenza nelle velocità di recessione tra NGC 125 e NGC 128, che è superiore a 1000 km/h, rende poco probabile che esse siano particolarmente vicine; invece il valore simile di redshift tra NGC 125 e NGC 126 depone a favore di una contiguità. Esiste un ponte di materia tra NGC 127 e NGC 128 creato dalla forte attrazione gravitazionale tra le due galassie..

## Membri
Di seguito vengono elencati i membri del gruppo inizialmente riportati nell'articolo di Garcia del 1993:
| Nome       | Classificazione | Tipo               | Ascensione retta (J2000.0) | Declinazione (J2000.0) | Velocità radiale (km/s) | Magnitudine apparente | Distanza (Mpc) | Dimensioni (kal) |
| ---------- | --------------- | ------------------ | -------------------------- | ---------------------- | ----------------------- | --------------------- | -------------- | ---------------- |
| UGC 275    | SAB(rs)b pec?   | Spirale intermedia | 00h 27m 58.6s              | 02° 30′ 27″            | 4389 ± 1                | 12,65                 | 59,6 ± 4,2     | 90               |
| NGC 128    | S0 pec          | Lenticolare        | 00h 29m 15.0s              | 02° 51′ 51″            | 4241 ± 16               | 11,8                  | 57,4 ± 4,0     | 134              |
| UGC 283    | SAB(rs)d        | Spirale intermedia | 00h 28m 21.7s              | 03° 23′ 23″            | 4081 ± 3                | 12,85 (near-IR)       | 55,0 ± 3,9     | 100              |
| UGC 282    | SAB(s)cd?       | Spirale intermedia | 00h 28m 18.5s              | 03° 22′ 59″            | 4088 ± 1                | 12,42 (near-IR)       | 55,1 ± 3,9     | 112              |
| UGC 277    | Scd?            | Spirale            | 00h 28m 13.8s              | 03° 14′ 01″            | 4363 ± 8                | 14,87                 | 59,2 ± 4,2     | 102              |
| UGC 281    | Scd?            | Spirale            | 00h 28m 22.1s              | 03° 31′ 38″            | 4289 ± 5                | 15,32                 | 58,1 ± 4,1     | 89               |
| MGC 0-2-45 | Sbc?            | Spirale            | 00h 28m 38.2s              | 02° 57′ 16″            | 4469 ± 17               | 12,04 (near-IR)       | 60,8 ± 4,3     | 47               |
| MGC 0-2-47 | ?               | ?                  | 00h 28m 48.3s              | 03° 25′ 46″            | 4392 ± 13               | 15,0                  | 59,6 ± 4,2     | 26               |
| NGC 126    | SB0^0^?         | Lenticolare        | 00h 29m 08.1s              | 02° 48′ 40″            | 4047 ± 25               | 14,2                  | 55,5 ± 3,9     | 47               |
| NGC 127    | SA0^0^?         | Lenticolare        | 00h 29m 12.4s              | 02° 52′ 22″            | 4094 ± 15               | 14,8                  | 55,2 ± 3,9     | 58               |
| NGC 130    | SA0-?           | Lenticolare        | 00h 29m 18.5s              | 02° 52′ 14″            | 4433 ± 18               | 14,4                  | 60,2 ± 4,2     | 45               |

Il sito DeepskyLog permette di trovare agevolmente le galassie citate in base al loro nome; in alternativa, si possono trovare le galassie in base alle coordinate celesti. Salvo indicazione contraria, le coordinate sono quelle indicate dal sito National Aeronautics and Space Administration / Infrared Processing and Analysis Center.